# 그롤쉬
그롤쉬(네덜란드어: Grolsch 흐롤스[*])는 네덜란드의 맥주 회사이자 그 회사가 제조 및 판매하는 맥주 브랜드이다. 2016년부터 아사히 그룹 홀딩스 산하가 되었다.

## 같이 보기
- 하이네켄
- 페로니
- 필스너 우르켈
- 코젤